# 硒化铅
硒化铅是铅的硒化物，化学式为PbSe，它是一种半导体材料，是具有NaCl结构的立方晶体。它的直接带隙在室温下为0.27 eV[注1]。

## 制备
硒化铅可由硒脲和乙酸铅在联氨（N2H4）或三碘化钾（KI3）的存在下反应得到。